# Мишон Хилс (Калифорнија)
Мишон Хилс (енгл. Mission Hills) насељено је место без административног статуса у америчкој савезној држави Калифорнија.

## Демографија
По попису из 2010. године број становника је 3.576, што је 434 (13,8%) становника више него 2000. године.
| Група             | 2000.         | 2010.         |
| Белци             | 2.173 (69,2%) | 2.089 (58,4%) |
| Афроамериканци    | 113 (3,6%)    | 91 (2,5%)     |
| Азијати           | 92 (2,9%)     | 125 (3,5%)    |
| Хиспаноамериканци | 640 (20,4%)   | 1.137 (31,8%) |
| Укупно            | 3.142         | 3.576         |